# St. Bartholomäus (Unterleinleiter)

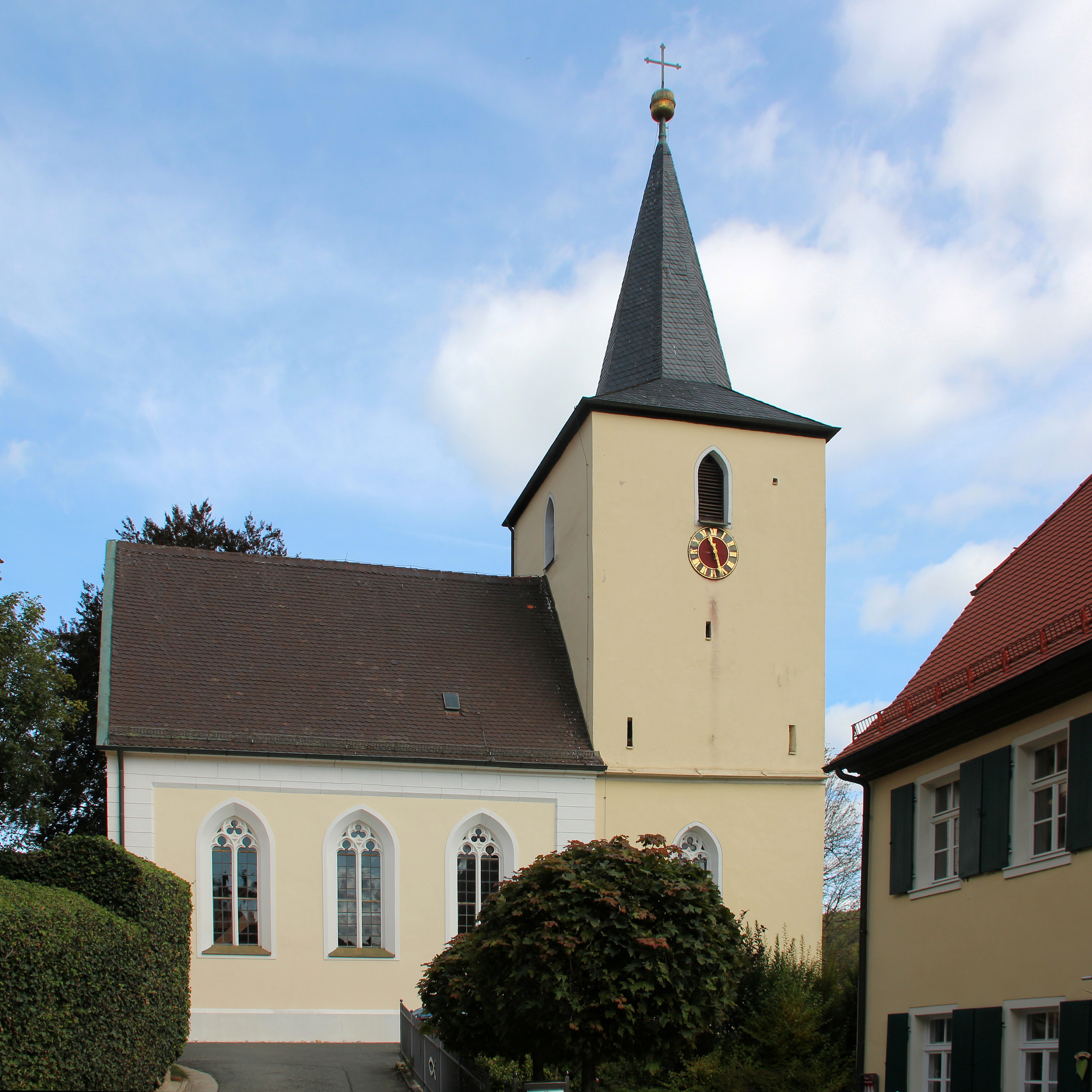
St. Bartholomäus (Unterleinleiter)

Die denkmalgeschützte, evangelisch-lutherische Pfarrkirche St. Bartholomäus steht in Unterleinleiter, einer Gemeinde im Landkreis Forchheim (Oberfranken, Bayern). Die Pfarrkirche ist unter der Denkmalnummer D-4-74-168-3 als Baudenkmal in der Bayerischen Denkmalliste eingetragen. Die Kirchengemeinde gehört zum Dekanat Forchheim im Kirchenkreis Bayreuth der Evangelisch-Lutherischen Kirche in Bayern.

## Beschreibung
Die Saalkirche wurde 1519 geweiht. An den am Ende des 15. Jahrhunderts gebauten Chorturm wurde in der 2. Hälfte des 19. Jahrhunderts nach Westen das neugotische Langhaus anstelle des baufälligen neu errichtet. Es wurde mit einem Satteldach bedeckt. Das Obergeschoss des mit einem achtseitigen, schiefergedeckten Knickhelm bedeckten Chorturms beherbergt die Turmuhr und den Glockenstuhl, in dem seit 1921 drei Gussstahlglocken hängen. Der Innenraum des Chors, d. h. das Erdgeschoss des Chorturms, ist mit einem Kreuzgewölbe überspannt. Die Orgel mit acht Registern, einem Manual und einem Pedal wurde 1850 von Ludwig Weineck gebaut.